# Sonny Hertzberg
Sidney Hertzberg, detto Sonny (Brooklyn, 29 luglio 1922 – Woodmere, 25 luglio 2005), è stato un cestista statunitense, professionista nella ABL, nella BAA e nella NBA.

## Palmarès
- Campione ABL (1953)